# Nordic Light Open
För andra betydelser, se Nordic light.
Nordic Light Open (sponsrad av Nordea) var en damturnering i tennis som spelades utomhus i juli på grus. Turneringen spelades åren 2002–2008 under namnet Nordea Nordic Light Open och klassades som Tier IV (se WTA-touren). Från 2009 fortsatte tävlingen att arrangeras i Båstad under namnet Collector Swedish Open Women och spelas veckan före Skistar  Swedish Open. Från början var det tänkt att olika orter i Norden skulle turas om med att arrangera turneringen, som var den enda turneringen på WTA-touren som spelades i Norden. 2002 och 2003 anordnades den i Esbo, och mellan 2004 och 2008 spelades den i Stockholm. Turneringen ingick nu i nya International-kategorin på WTA-touren.

## Resultat
| Plats         | År   | Mästare             | Finalist              | Resultat         |
| ------------- | ---- | ------------------- | --------------------- | ---------------- |
| Stockholm     | 2008 | Caroline Wozniacki  | Vera Dusjevina        | 6–0, 6-2         |
| Stockholm     | 2007 | Agnieszka Radwańska | Vera Dusjevina        | 6–1, 6–1         |
| Stockholm     | 2006 | Zheng Jie           | Anastasia Myskina     | 6–4, 6–1         |
| Stockholm     | 2005 | Katarina Srebotnik  | Anastasia Myskina     | 7–5, 6-2         |
| Stockholm     | 2004 | Alicia Molik        | Tatiana Perebijnis    | 6–1, 6–1         |
| Esbo, Finland | 2003 | Anna Pistolesi      | Jelena Kostanić Tošić | 4–6, 6–4, 6-0    |
| Esbo, Finland | 2002 | Svetlana Kuznetsova | Denisa Chládková      | 0–6, 6–3, 7–6(2) |

### Dubbel
| Plats         | År   | Mästare                                        | Finalister                               | Resultat         |
| ------------- | ---- | ---------------------------------------------- | ---------------------------------------- | ---------------- |
| Stockholm     | 2008 | Iveta Benešová Barbora Záhlavová-Strýcová      | Petra Cetkovská Lucie Šafářová           | 7-5, 6-4         |
| Stockholm     | 2007 | Anabel Medina Garrigues Virginia Ruano Pascual | Chin Wei Chan Tetiana Luzhanska          | 6–1, 5–7, 10–6   |
| Stockholm     | 2006 | Eva Birnerová Jarmila Gajdošová                | Yan Zi Zheng Jie                         | 0–6, 6–4, 6–2    |
| Stockholm     | 2005 | Émilie Loit Katarina Srebotnik                 | Eva Birnerová Mara Santangelo            | 6–4, 6–3         |
| Stockholm     | 2004 | Alicia Molik Barbara Schett                    | Anna-Lena Grönefeld Emmanuelle Gagliardi | 6–3, 6–3         |
| Esbo, Finland | 2003 | Olena Tatarkova Jevgenija Kulikovskaja         | Tatiana Perebijnis Silvija Talaja        | 6–2, 6–4         |
| Esbo, Finland | 2002 | Arantxa Sánchez Vicario Svetlana Kuznetsova    | Eva Bes María José Martínez Sánchez      | 6–3, 6–7(5), 6–3 |